# Eenfasesynchroonmotor

Eenfasesynchroonmotor

Bij de eenfasesynchroonmotor wordt, net als bij de synchrone draaistroommotor, het toerental bepaald door de frequentie van het wisselstroomnet en is onafhankelijk van de belasting. Net als bij de eenfase-inductiemotor heeft deze motor maar één spoel die aan een eenfasenet wordt aangesloten.

## Werking
Bij de eenfasesynchroonmotor bestaat de rotor uit een schijfje van weekijzer, dat net als de stator van uitspringende tanden is voorzien. Wanneer het spoeltje van een wisselspanning wordt voorzien, zal dit een wisselend magnetisch veld leveren dat de tanden van de rotor in een bepaalde richting magnetiseert.
Wanneer de rotor zo snel ronddraait dat bij de nuldoorgang van de stroom de tanden van de rotor tegenover de tandholtjes van de poolschoenen komen, dan worden bij de volgende halve periode de tanden van de rotor en stator in de draairichting naar elkaar toe getrokken. De rotor zal met een constante snelheid door blijven draaien, waarbij hij per periode steeds twee tanden opschuift.
Nadeel is dat deze motor op gang moet worden gebracht, bijvoorbeeld door bij het inschakelen een palletje aan te trekken dat de rotor kortstondig in beweging brengt. Door de kleine massatraagheid van de rotor komt deze snel op synchrone snelheid.

## Toepassingen
Eenfasesynchroonmotoren worden voor kleine vermogens gebruikt daar waar een constant toerental is vereist, zoals uurwerken, schakelklokken (tijdschakelaars), platenspelers, meetinstrumenten en in de regeltechniek.